# Karl Müllner

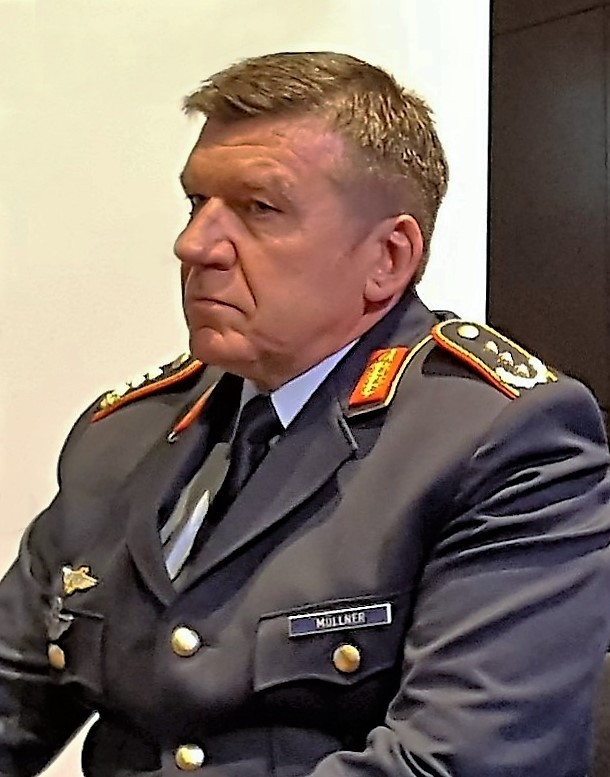
Generalleutnant Karl Müllner (2016)

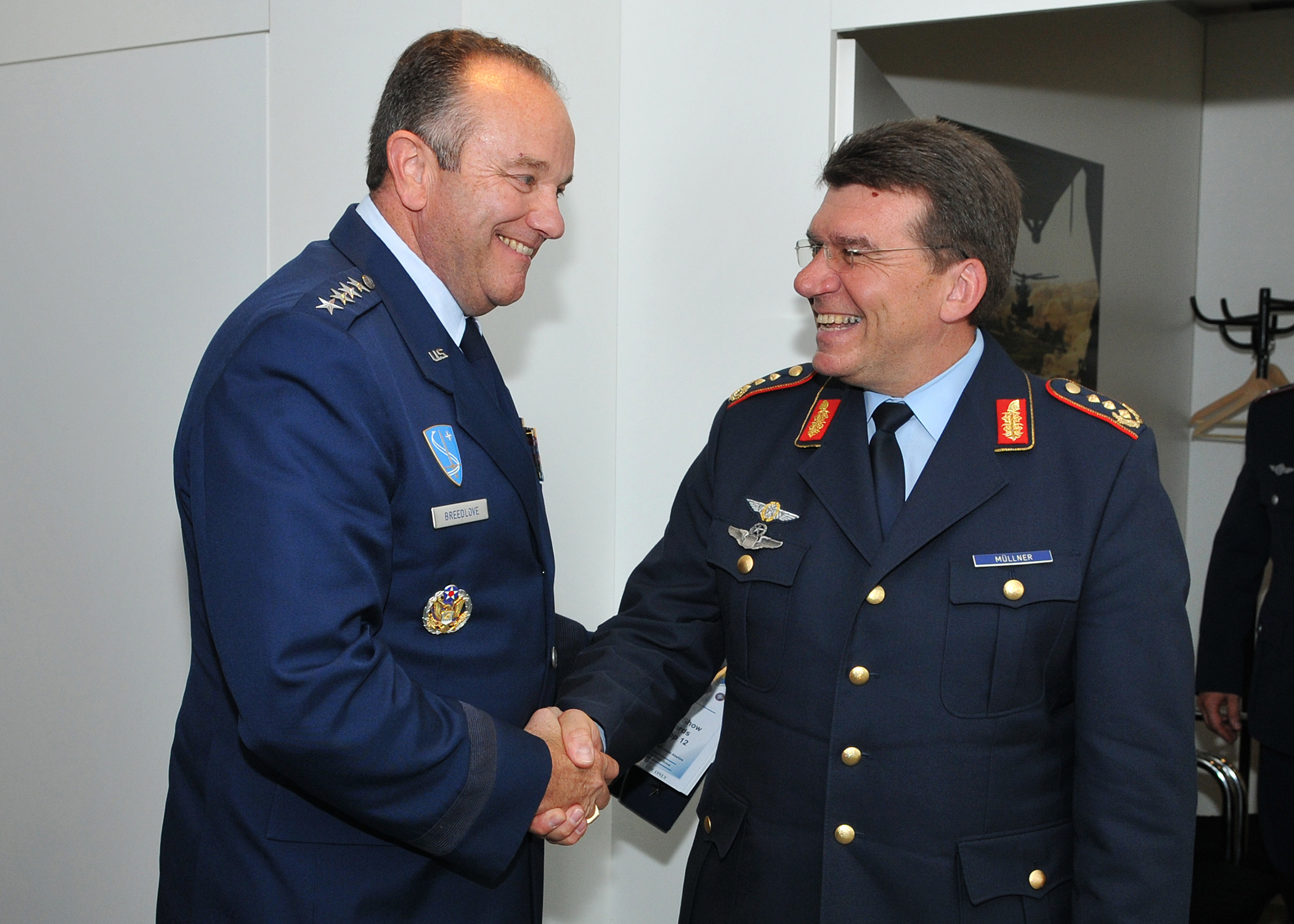
Generalleutnant Karl Müllner, rechts (2012)

Karl Müllner (* 18. Februar 1956 in Mainburg) ist ein deutscher Generalleutnant a. D. der Bundeswehr. Er war auf seinem letzten Dienstposten vom 25. April 2012 bis zum 29. Mai 2018 der 15. Inspekteur der Luftwaffe.

## Militärische Laufbahn
Karl Müllner trat am 1. Januar 1976 in die Bundeswehr ein und absolvierte seine militärische Grundausbildung als Unteroffizieranwärter in Ulmen. Daran schloss sich die fliegerische Vorausbildung in Appen und Fürstenfeldbruck an. 1978 wechselte Müllner in die Laufbahn der Offiziere des Truppendienstes und absolvierte die Offizierausbildung in Fürstenfeldbruck. In den Jahren 1981 und 1982 erfolgte die Ausbildung zum Luftfahrzeugführer F-4F in den USA. Von 1983 bis 1989 war Müllner eingesetzt als Jagdflugzeugführer, Flug- und Waffenlehrer sowie Einsatz- und Waffenoffizier im Jagdgeschwader 74 Mölders. Von 1990 bis 1992 war er Staffelkapitän im selben Verband.
Nach der Teilnahme am 37. Generalstabslehrgang an der Führungsakademie der Bundeswehr in Hamburg von 1992 bis 1994 wurde Müllner als Dezernatsleiter A3a zum Kommando 2. Luftwaffendivision in Birkenfeld versetzt, wo er von 1994 bis 1995 blieb.
Ab 1996 erfolgte erneut eine Verwendung als Truppenführer, nämlich als Kommandeur Fliegende Gruppe im Jagdgeschwader 73 in Laage. Von 1998 bis 2000 kam eine erste Ministerialverwendung als Referent Grundlagen der Militärpolitik und bilaterale Beziehungen im Führungsstab der Streitkräfte.
Im Jahr 2000 wurde Müllner zum Kommodore des Jagdgeschwader 74 Mölders ernannt. Ab 2002 war er Abteilungsleiter A3 im Luftwaffenführungskommando. Von 2003 bis 2005 war er Referatsleiter des Referates, in dem er zuvor ab 1998 Referent gewesen war. Die Beförderung zum stellvertretenden Stabsabteilungsleiter im Führungsstab der Streitkräfte erfolgte 2005. Von 2007 bis 2009 war Müllner Kommandeur der 2. Luftwaffendivision in Birkenfeld und daran anschließend ab 1. April 2009 erneut im Bundesministerium der Verteidigung in der Abteilung III (Militärpolitik und Rüstungskontrolle) des Führungsstabes der Streitkräfte, diesmal als Stabsabteilungsleiter.
Am 25. April 2012 übernahm er von Aarne Kreuzinger-Janik das Kommando über die Luftwaffe. Diesen Dienstposten übergab er am 29. Mai 2018 an Generalleutnant Ingo Gerhartz. Müllner wurde zum 31. Mai 2018 in den Ruhestand versetzt.
Durch seine angedeutete Präferenz für den zu beschaffenden US-Jet F-35 soll sich Müllner in einer zentralen Rüstungsfrage öffentlich gegen die Linie der Ministerin gestellt haben, so das BMVg.

## Position als Inspekteur der Luftwaffe
Müllner sprach sich im August 2012, kurz nach seinem Amtsantritt, öffentlich für die Anschaffung von bewaffneten Drohnen aus. Er war damit der erste hochrangige General der Bundeswehr, der sich öffentlich dafür aussprach. Im Januar 2013 sprach die Regierung (Kabinett Merkel II) sich erstmals öffentlich für die Anschaffung bewaffneter Drohnen aus. Seit April 2013 verhandelt Deutschland mit Israel über den Kauf von bewaffneten Heron-Drohnen, das Geschäft wurde am 31. Mai 2017 durch das Oberlandesgericht Düsseldorf abgesegnet, vor dem der unterlegene Konkurrent General Atomics gegen die Entscheidung, Heron-Drohnen zu kaufen, gegen die Entscheidung des Ministeriums vorgegangen war.
Müllner wurde als Inspekteur der Luftwaffe im Mai 2015 von der Russischen Föderation mit einem Einreiseverbot belegt.
Nachdem er Bundesverteidigungsministerin Ursula von der Leyen in der Debatte um ein neues Kampfflugzeug öffentlich widersprochen hatte, spekulierten einige Medien über die Gründe seiner Versetzung in den einstweiligen Ruhestand.

## Auszeichnungen
- Ehrenkreuz der Bundeswehr in Silber
- Ehrenkreuz der Bundeswehr in Gold
- Einsatzmedaille der Bundeswehr IFOR
- Offizierkreuz der Ehrenlegion der Französischen Republik
- Offizierkreuz des Verdienstordens der Französischen Republik
- Ritterkreuz des Verdienstordens der Italienischen Republik
- UN-Medaille UNPROFOR
- NATO-Medaille Former Yugoslavia
- „Verdienstmedaille für das Bündnis“ der Republik Ungarn

## Privates
Müllner ist verheiratet und hat vier Kinder.

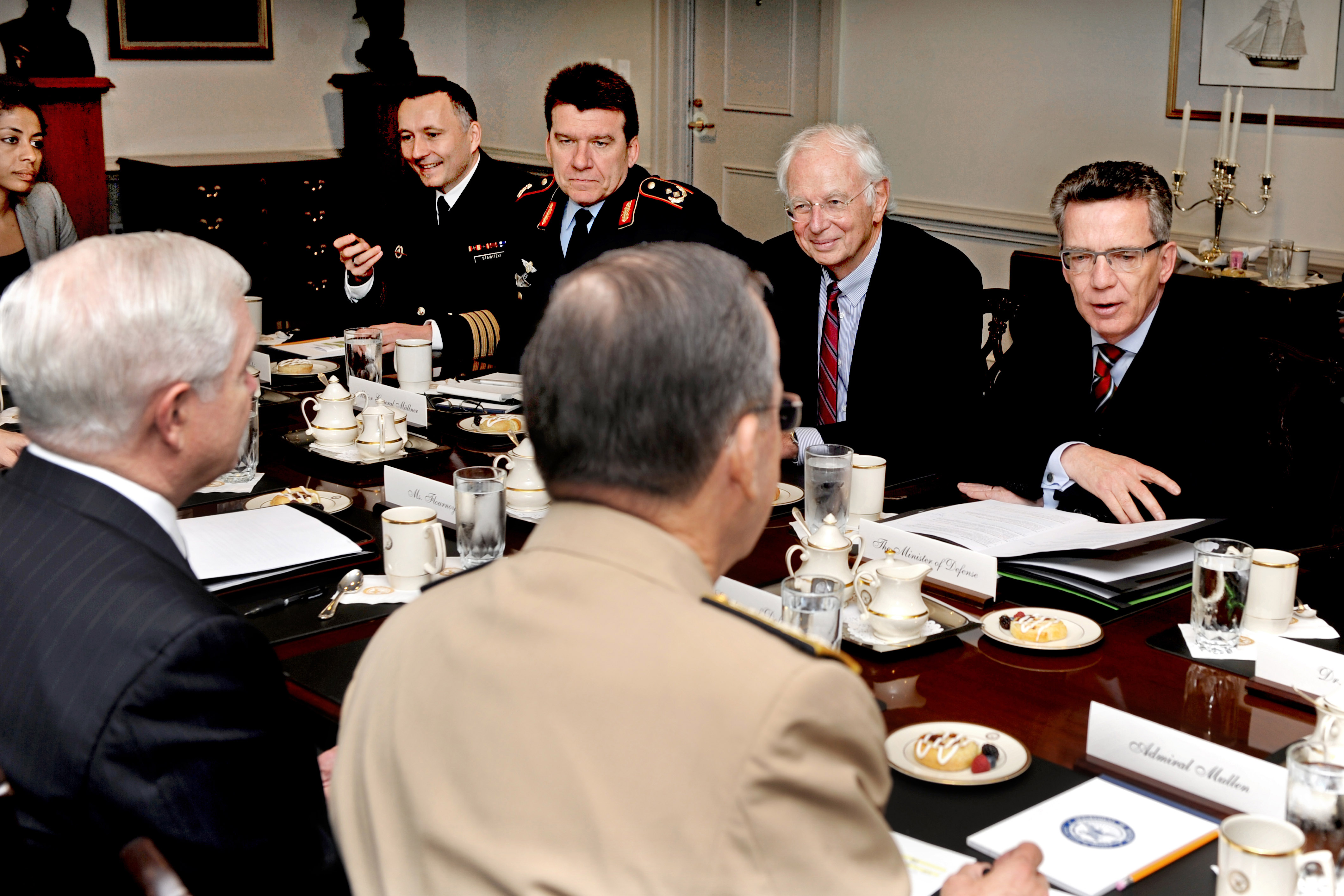
Karl Müllner (2011) zwei Plätze links von Thomas de Maizière